# NGC 710
NGC 710 је спирална галаксија у сазвежђу Андромеда која се налази на NGC листи објеката дубоког неба.
Деклинација објекта је + 36° 3' 12" а ректасцензија 1h 52m 54,0s. Привидна величина (магнитуда) објекта NGC 710 износи 13,5 а фотографска магнитуда 14,2. NGC 710 је још познат и под ознакама UGC 1349, MCG +6-5-33, CGCG 522-41, KUG 0149+358B, IRAS 01499+3548, PGC 6972.